# 조판공
조판공(組版工), 또는 타이포그래퍼(typographer)는 원고에 따라 골라 뽑은 활자를 원고의 지시대로 맞추어 짜는 일을 하는 직공을 뜻한다.
인쇄기술의 디지털화와 함께 1970년대 이후 전통적인 조판공의 모습은 자취를 감추게 되었으며, 최근에는 사진 식자를 포함한 전자 기술에 의한 광학적, 전자기술적인 방법을 포함해 활동하거나, 어느 정도 유사한 업무를 수행하는 사람을 오늘날 디자이너, 아트 디렉터 또는 그래픽 디자이너라고 부른다.